# R.E.M. (песня)
«R.E.M.» — сингл американской певицы Арианы Гранде из её четвёртого студийного альбома Sweetener, выпущенного в 2018 году. Он был написан и спродюсирован Фарреллом Уильямсом.

## Создание
«R.E.M.» ― это R&B песня, содержащая ритм ду-воп. Она длится четыре минуты и шесть секунд.
Название песни отсылает ко сну с быстрым движением глаз и рассказывает об отношениях, которые размывают границы между миром грез и реальностью. Гранде сказала, что это один из её любимых треков на альбоме. Вокал Гранде охватывает 3 октавы, от Eb3 до Eb6.

## Критика
В 2018 году журнал Complex поместил «R.E.M.» на второе место в своем списке «Лучшие песни Арианы Гранде». Кристофер Роза из журнала Glamour назвал текст песни немного общим.

## Выступления
Гранде впервые представила 20-секундный фрагмент песни на Youtube в журнале Elle во время игры «Ассоциация песен» 12 июля 2018 года. Она также исполнила фрагмент песни на Вечернем шоу с Джимми Фэллоном 16 августа 2018 года. Песня была официально представлена вживую 20 августа 2018 года на сессиях Sweetener.
Она также исполнила песню в прямом эфире на BBC Radio 1 в сентябре 2018 года и в часовом специальном выпуске «Ариана Гранде на Би-би-си», который был записан 7 сентября 2018 года и вышел в эфир 1 ноября.
Эта песня также является одной из ведущих в сет-листе её мирового турне Sweetener.

## Чарты
| Чарт(2018)                                | Высшая позиция |
| ----------------------------------------- | -------------- |
| Australia (ARIA)                          | 52             |
| Canada (Canadian Hot 100)                 | 68             |
| Hungary (Single Top 40)                   | 35             |
| Netherlands (Single Top 100)              | 100            |
| Portugal (AFP)                            | 67             |
| Sweden Heatseeker (Sverigetopplistan)     | 16             |
| Великобритания (OCC UK Singles Downloads) | 89             |
| Великобритания (OCC UK Audio Streaming)   | 45             |
| US Billboard Hot 100                      | 72             |